# Adam's Passion

Adam's Passion est un concert d'œuvres du compositeur estonien Arvo Pärt, accompagné d'un spectacle mis en scène par le chorégraphe Bob Wilson, et dont la première a eu lieu le 12 mai 2015 au Noblessner Foundry à Tallinn, une ancienne usine de sous-marins.

## Programme
L'orchestre de chambre de Tallinn, le chœur de chambre du philharmonique estonien et des solistes, sous la direction de Tõnu Kaljuste, interprètent successivement les pièces suivantes :
- Sequentia (2014, pièce pour percussions et cordes dédiée notamment à Robert Wilson, créée pour l'occasion) ;
- Adam's Lament (2009) ;
- Tabula rasa (1977) ;
- Miserere (1989).

## Diffusion
Le concert, d'une durée d'environ 90 minutes, est enregistré et cet enregistrement projeté au cours de l'année 2015 :
- à Tallinn, au Kino Sõprus ;
- à Strasbourg, dans le cadre du festival Musica ;
- à Berlin, à la philharmonie de Berlin.

L'enregistrement est diffusé par plusieurs chaînes de télévision, dont Arte.
Le film documentaire Le Paradis perdu de Günter Atteln, qui suit Arvo Pärt pendant un an, présente des passages du spectacle. Ce documentaire est lui aussi diffusé à la télévision, entre autres sur Arte.